# Neobatrachus albipes
Espèce
Statut de conservation UICN

 LC  : Préoccupation mineure
Neobatrachus albipes est une espèce d'amphibiens de la famille des Limnodynastidae.

## Systématique
L'espèce Neobatrachus albipes a été décrite en 1991 par les herpétologistes australiens J. Dale Roberts (d), Michael Joseph Mahony (d), Peter G. Kendrick (d) et C. M. Majors (d).

## Répartition
Cette espèce est endémique du Sud-Ouest de l'Australie-Occidentale. Elle se rencontre jusqu'à 800 m d'altitude,.

## Publication originale
- (en) J. D. Roberts, M. Mahony, P. Kendrick et C. M. Majors, « A new species of burrowing frog, Neobatrachus (Anura: Myobatrachidae), from the eastern wheatbelt of Western Australia », Records of the Western Australian Museum, Western Australian Museum, vol. 15,‎ 1991, p. 23-32 (ISSN 0312-3162, lire en ligne).